# Roman Baran
Roman Baran (ur. 3 listopada 1922 w Niesułowicach, zm. 20 kwietnia 2002 w Zielonej Górze) – Przewodniczący Prezydium Miejskiej Rady Narodowej, Gorzowa Wielkopolskiego w latach 1956–1958.
Pracownik aparatu partyjnego z wykształceniem średnim ekonomicznym, według innej wersji – kontynuujący naukę w technikum; przed rokiem 1950 był kierownikiem Wydziału Administracyjnego, następnie Wydziału Handlu KW PZPR w Zielonej Górze; Na sesji MRN 18–19 października 1956 r. został włączony do składu MRN i jednocześnie wybrany na Przewodniczącego Prezydium Miejskiej Rady Narodowej. Przez okres sprawowania urzędu mieszkał w Zielonej Górze i nigdy nie sprowadził się do Gorzowa. 2 lutego 1958 r. złożył rezygnację, a jego następcą na stanowisku przewodniczącego PMRN został Zenon Bauer.